# Jilavele
Jilavele is een Roemeense gemeente in het district Ialomița.
Jilavele telt 3633 inwoners.